# Vârful Călțun, Munții Făgăraș
Vârful Călțun, cunoscut și ca Cornul Călțunului este un vârf muntos în Masivul Făgăraș, considerat uneori un vârf dublu împreună cu vârful Lespezi, având altitudinea de 2.505 m. Este recunoscut prin masivitatea sa vizibilă cu precădere dinspre partea nordică. La poalele sale se află lacul glaciar Călțun, precum și refugiul montan omonim, ridicat de divizia de Salvamont din Avrig, județul Sibiu. Accesul pe vârf se poate face pe partea sud-vestică pe o potecă ce pleacă din strunga Doamnei (una din variante).

## Galerie foto

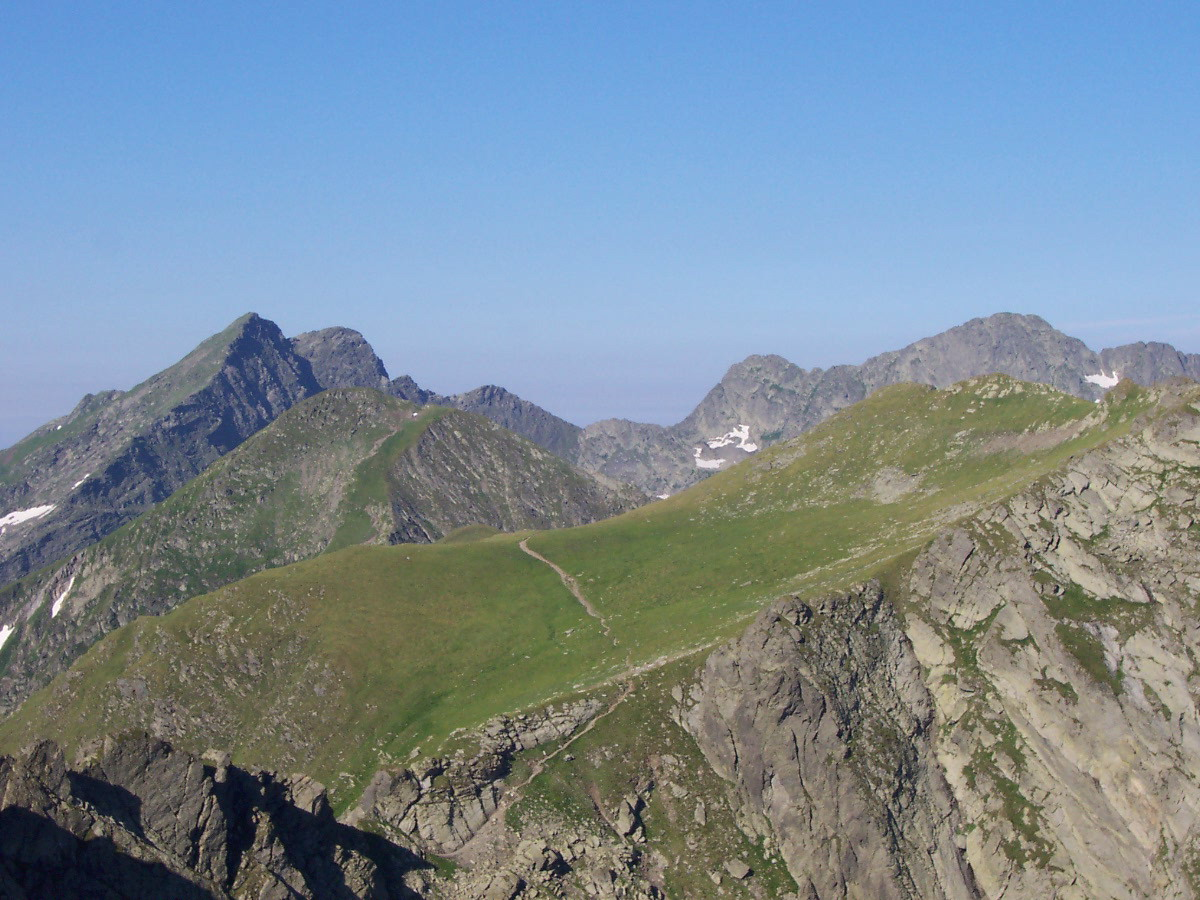
Vârful Negoiu şi Vârful Călţun